# No. 299 Squadron RAF

Short Stirling Mark IVs des squadrons 196 et 299 de la RAF en 1944 (opération Tonga ?)

Le No. 299 Squadron fut un escadron de la Royal Air Force, pendant la Seconde Guerre mondiale, à partir de novembre 1943 au sein du 38 Group RAF.

## Histoire
1943. Le 4 novembre, le No. 299 Squadron est formé sur le terrain de RAF de Stoney Cross, Angleterre, initialement en tant qu'escadron pour tirer les planeurs et larguer les parachutistes mais, comme les autres escadrons du 38 Group, ses missions vont s'élargir aux périlleuses missions (souvent avec un seul avion et une seule mitrailleuse arrière) de ravitaillement des forces de la résistance en Europe, et particulièrement en France, ainsi qu'au support du SOE de Winston Churchill également en Europe.
1944.
- Avril. Il achemine des agents du Special Operations Executive (SOE).
- Juin. Pendant le débarquement en Normandie, le squadron transporte les troupes parachutistes, puis réalise le remorquage de planeurs Airspeed AS.51 Horsa au-dessus de la Manche. Le squadron poursuit les opérations en effectuant des parachutages de réapprovisionnement. Le 10 juin, le squadron retourne à ses missions pour le SOE.
- Entre ses missions pour le SOE, le squadron remorque des planeurs Horsa pour l'atterrissage d'Arnhem (opération Market Garden), et la traversée du Rhin (Opération Varsity).
- Il est engagé dans les opérations de parachutages de fournitures pour les Résistants norvégiens, jusqu'à la fin de la guerre.

1945.
- Le 7 octobre 1945, il perd cinq de ses membres dans le crash d'un Short Stirling IV à Rennes (Bretagne)[1].

1946. Le 15 février, le No. 299 Squadron est démantelé à Shepherd's Grove, près de Bury St Edmunds, Suffolk.

## Appareils utilisés
- 1943. Lockheed Ventura I and II
- 1944. Short Stirling IV and V

## Bases
| Début           | Fin             | Base                              |
| --------------- | --------------- | --------------------------------- |
| 4 novembre 1943 | 15 mars 1944    | RAF Stoney Cross (en), Hampshire  |
| 15 mars 1944    | 9 octobre 1944  | RAF Keevil (en), Wiltshire        |
| 9 octobre 1944  | 25 janvier 1945 | RAF Wethersfield (en), Essex      |
| 25 janvier 1945 | 15 février 1946 | RAF Shepherds Grove (en), Suffolk |

## Commandants
| From              | To                | Name                                          |
| ----------------- | ----------------- | --------------------------------------------- |
| 4 novembre 1943   | 28 décembre 1943  | W/Cdr R.W.G. Kitley                           |
| 28 décembre 1943  | 19 septembre 1944 | W/Cdr. P.B.N. Davis, DSO (KiA over Arnhem)    |
| Septembre 1944    | 1er novembre 1944 | W/Cdr. P.N. Jennings DFC, S S(US) (Temp O.C.) |
| 1er novembre 1944 | 31 décembre 1944  | W/Cdr. C.B.R. Colenso, DFC                    |
| 31 décembre 1944  | Septembre 1945    | W/Cdr. P.N. Jennings DFC, S S(US)             |
| Septembre 1945    | 15 février 1946   | W/Cdr. R.N. Stidolph                          |

## voir aussi
- No. 38 Group RAF (en)
- List of Royal Air Force aircraft squadrons (en)